# Суздальский уезд
Суздальский уезд — административная единица во Владимирской губернии Российской империи и РСФСР, существовавшая в 1778—1924 годах. Уездный город — Суздаль.

## География
Уезд был расположен на севере Владимирской губернии. Граничил с Шуйским и Ковровским уездами на востоке, с Юрьевским на западе, с Владимирским на юге, а также с Ярославской губернией на севере. Занимал площадь в 2859 км² (2512,3 вёрст²).
Располагался на части территорий современных Суздальского, Камешковского и Юрьев-Польского районов Владимирской области, Гаврилово-Посадского, Тейковского и Комсомольского районов Ивановской области.
В почвенно-геологическом отношении делится на две резко различные половины — западную и восточную. Первая по характеру рельефа, геологическому строению, почвенному покрову, растительности и проч. вполне входит в состав того «Ополья», какое является отличительным для всей полосы, простирающейся к северу от г. Владимира, к западу от г. Суздаля до г. Юрьева и даже — г. Переяславля. Границей между восточной и западной половинами уезда является р. Нерль, наиболее значительная из рек уезда. В противоположность западной, совершенно безлесной половине восточная на значительном протяжении покрыта лесами, преимущественно хвойными.

## История
Суздальский уезд как территориальное образование возник на землях древних Суздальского и Стародубского княжеств и известен с начала XVI века.
Станы и волости старого уезда (XVII-XVIII вв.):
- Стан Горетов.
- Стан Демин.
- Стан Ермолин.
- Стан Замоский.
- Стан Клоков.
- Стан Матня.
- Стан Мыцкий.
- Стан Некодомский.
- Стан Опольский.
- Стан Опольский, волость Назарьевская
- Стан Опольский, волость Быковская
- Стан Островской.
- Стан Стародуб-Ряполовский.
- Стан Сухода и Кондырев.
- Стан Талицкий.
- Стан Тейков и Сахтыш.
- Стан Фантырев.
- Стан Шижехта.
- Дворцовая волость Юмохоцкая.
- Дворцовая волость Лопатницкая.
- Дворцовая волость Глумовская.
- Дворцовая волость Дуниловская.

В 1708 году в ходе Петровской административной реформы Суздальский уезд стал частью Московской губернии. С 1719 года уезд переименован в Суздальскую провинцию. В ходе областной реформы Екатерины II древнее деление на станы и волости было упразднено, уезд в новых границах вошел в состав Владимирского наместничества (с 1796 — Владимирской губернии), часть территории старого уезда (прежде всего северо-восточная часть) распределена между вновь образованными Нерехтским, Юрьевецким, Шуйским, Гороховецким, Ковровским, Вязниковским, Юрьевским уездами.
В 1918 году в состав вновь образованного Тейковского уезда Иваново-Вознесенской губернии переданы Ивашковская, Кибергинская, Коварчинская, Крапивновская, Нельшинская, Петрово-Городищенская, Румянцевская и Сахтышская волости.
В 1924 году уезд упразднён, его территория вошла в состав Владимирского уезда.

## Население
Население уезда в 1859 году — 91 657 человек. По переписи 1897 года в уезде было 107 708 жителей (49 404 мужчины и 58 304 женщины).

## Административное деление
В 1890 году в состав уезда входило 15 волостей
| № п/п | Волость               | Волостное правление  | Число селений | Население |
| ----- | --------------------- | -------------------- | ------------- | --------- |
| 1     | Бородинская           | с. Бородино          | 22            | 6498      |
| 2     | Быковская             | с. Ляховицы          | 33            | 8956      |
| 3     | Гавриловская          | Гавриловский посад   | 25            | 10 658    |
| 4     | Городищевская         | с. Спасское-Городище | 19            | 10 023    |
| 5     | Кибергинская          | с. Кибергино         | 22            | 4458      |
| 6     | Коварчинская          | д. Полянки           | 26            | 2580      |
| 7     | Крапивновская         | с. Крапивново        | 34            | 3811      |
| 8     | Нельшинская           | с. Нельша            | 32            | 3873      |
| 9     | Петрово-Городищевская | с. Петрово-Городище  | 18            | 2657      |
| 10    | Румянцевская          | с. Светиково         | 28            | 6452      |
| 11    | Сахтышская            | с. Сахтыш            | 20            | 2809      |
| 12    | Теренеевская          | с. Гнездилово        | 12            | 4796      |
| 13    | Торчинская            | с. Торчино           | 50            | 9225      |
| 14    | Тумская               | с. Тума              | 26            | 8149      |
| 15    | Яневская              | с. Янёво             | 16            | 10 329    |

## Населённые пункты
В 1859 году наиболее крупные населённые пункты:
- Суздаль (6145 чел.) (6412[1] — 1897 г.)
- Гавриловский посад (1911 чел.) (2 476 — 1897 г.)
- Шекшово (1016 чел.)
- Весь (895 чел.)
- Гавриловское (857 чел.)
- Михайлова Сторона (839 чел.)
- Янёво (776 чел.)
- Бородино (763 чел.)
- Вышеславское (736 чел.)

В конце XIX века в уезде: 123 села, 35 селец, 1 слободка, 211 деревень, 5 погостов и 5 отдельно стоящих хуторов.
По переписи 1897 года наиболее крупные населённые пункты уезда (более 500 жит.):
| - город Суздаль — 6412 чел.; - Гавриловский посад — 1160 чел.; - с. Весь — 1117 чел.; - с. Шекшово — 1061 чел.; - с. Гавриловское — 950 чел.; - с. Вышеславское — 909 чел.; - с. Фомиха — 881 чел.; - с. Бородино — 862 чел.; - с. Ярышево — 862 чел.; - с. Янёво — 856 чел.; - с. Гнездилово — 852 чел.; | - с. Мордыш — 844 чел.; - с. Спас-Городище — 835 чел.; - с. Барское Городище — 821 чел.; - с. Михайлова сторона — 802 чел.; - с. Володятино — 796 чел.; - с. Ивановское-Шуйское — 792 чел.; - с. Непотягово — 780 чел.; - с. Туртино — 773 чел.; - с. Лиховицы — 766 чел.; - д. Зауечье — 754 чел.; - с. Кибергино — 750 чел.; | - с. Омуцково — 719 чел.; - с. Круглово — 709 чел.; - с. Кистыш — 700 чел.; - слободка Воскресенская — 691 чел.; - с. Фёдоровское — 688 чел.; - с. Торки — 679 чел.; - с. Крапивье — 666 чел.; - с. Улово — 662 чел.; - с. Иваньково — 656 чел.; - с. Шихобалово — 648 чел.; - с. Васильково — 634 чел.; | - с. Козлово — 632 чел.; - с. Старопахатная Слобода — 623 чел.; - с. Павловское — 595 чел.; - с. Цибеево — 576 чел.; - с. Светиково — 576 чел.; - с. Богатырево — 572 чел.; - с. Сельцо — 571 чел.; - с. Борисово — 564 чел.; - с. Торчино — 562 чел.; - с. Санино — 559 чел.; - с. Закомелье — 557 чел.; | - с. Переборово — 556 чел.; - с. Глядково — 552 чел.; - с. Городищи — 549 чел.; - с. Заполицы — 539 чел.; - д. Рязанка — 517 чел.; - с. Богдановское — 514 чел.; - с. Большое Давыдовское — 512 чел.; - с. Абакумлево — 509 чел.; - с. Вишенки — 506 чел.; - с. Карельская Слободка — 504 чел.; - с. Семёновское Барское — 502 чел.; - с. Жадинское — 502 чел. |

## Экономика
Фабрики: 1 пунцово-красильная и ситценабивная (172 раб.), 1 бумаготкацкая (972 раб.), 1 картофельно-тёрочное заведение.